# Gaiter
Een gaiter is onder meer een rubberen beschermhoes bekend in de voertuigtechniek. Ook in de sportkleding, met name die gebruikt wordt in de sportieve varianten van het wandelen in de natuur, bestaan beschermhoezen die als gaiter worden aangeduid. 
Gaiters worden toegepast om metalen delen, zoals bowdenkabels te beschermen tegen inwerking van vocht, zand en stof. Ze worden bijvoorbeeld toegepast op de telescoopvork van een motorfiets. 
Aanvankelijk werden voorvorken zonder dit accessoire gebruikt, omdat de binnenpoten (die bij het inveren in de buitenpoten schuiven) verchroomd en daarmee ook mooi waren. Door beschadigingen van het chroom, onder andere door steenslag, ontstond er lekkage bij de voorvorkkeerringen, waardoor de olie naar buiten kwam. Ook opgedroogde insecten die tegen de voorvork zaten beschadigden deze keerringen. Daarom werden later harmonicavormige beschermrubbers gebruikt, waarin aan de achterkant een klein gaatje zit om eventuele lek-olie op te kunnen merken.
Tegenwoordig worden bij motorfietsen gaiters minder gebruikt, omdat de materialen beter zijn en ook omdat ze vaak vervangen zijn door kleine plastic kapjes aan de voorkant van de vorkpoten.
Stofhoezen worden in de voertuigtechniek verder ook toegepast om stuurarmen, aandrijfassen en remdelen tegen vuil te beschermen.
Gaiters in de sportkleding worden toegepast bij activiteiten in de natuur waarbij verwonding of slijtage en vervuiling aan de onderbenen optreedt. Deze gaiters worden dan op de onderbenen tot op de schoenen gedragen met een bevestigingsriempje onder de schoen door, tussen de hiel en de bal van de voet. Boven de kuit is er een elastische verstelbare band.